# Campeonato Mundial de Halterofilismo de 2018 - Até 102 kg masculino
A categoria até 102 kg masculino foi um evento do Campeonato Mundial de Halterofilismo de 2018, disputado na Arena de Halterofilismo de Asgabade, em Asgabade, no Turquemenistão, no dia 8 de novembro de 2018. 

## Calendário
Horário local (UTC+5)
| Dia           | Horário | Fase    |
| ------------- | ------- | ------- |
| 8 de novembro | 12:00   | Grupo B |
| 8 de novembro | 19:55   | Grupo A |

## Medalhistas
| Evento    | Ouro                  | Ouro   | Prata               | Prata  | Bronze                | Bronze |
| --------- | --------------------- | ------ | ------------------- | ------ | --------------------- | ------ |
| Arranque  | Akbar Djuraev (UZB)   | 180 kg | Ali Hashemi (IRI)   | 179 kg | Dmytro Chumak (UKR)   | 176 kg |
| Arremesso | Reza Beiralvand (IRI) | 218 kg | Dmytro Chumak (UKR) | 217 kg | Ali Hashemi (IRI)     | 217 kg |
| Total     | Ali Hashemi (IRI)     | 396 kg | Dmytro Chumak (UKR) | 393 kg | Reza Beiralvand (IRI) | 393 kg |

## Recordes
Antes desta competição, o recorde mundial da prova era o seguinte:
| Recorde         | Tipo      | Atleta         | Peso   | Local | Data                  |
| Recorde Mundial | Arranque  | Padrão mundial | 191 kg |       | 1 de novembro de 2018 |
| Recorde Mundial | Arremesso | Padrão mundial | 231 kg |       | 1 de novembro de 2018 |
| Recorde Mundial | Total     | Padrão mundial | 412 kg |       | 1 de novembro de 2018 |

## Resultado
Os resultados foram os seguintes. 
| Pos.              | Atleta                    | Grupo | Arranque (kg) | Arranque (kg) | Arranque (kg) | Arranque (kg)     | Arremesso (kg) | Arremesso (kg) | Arremesso (kg) | Arremesso (kg)    | Total |
| Pos.              | Atleta                    | Grupo | 1             | 2             | 3             | Resultado         | 1              | 2              | 3              | Resultado         | Total |
| ----------------- | ------------------------- | ----- | ------------- | ------------- | ------------- | ----------------- | -------------- | -------------- | -------------- | ----------------- | ----- |
| Medalha de ouro   | Ali Hashemi (IRI)         | A     | 172           | 177           | 179           | Medalha de prata  | 211            | 217            | 221            | Medalha de bronze | 396   |
| Medalha de prata  | Dmytro Chumak (UKR)       | A     | 171           | 176           | 179           | Medalha de bronze | 210            | 217            | 221            | Medalha de prata  | 393   |
| Medalha de bronze | Reza Beiralvand (IRI)     | A     | 166           | 172           | 175           | 4                 | 207            | 208            | 218            | Medalha de ouro   | 393   |
| 4                 | Akbar Djuraev (UZB)       | A     | 173           | 178           | 180           | Medalha de ouro   | 200            | 207            | 212            | 4                 | 392   |
| 5                 | Irakli Chkheidze (GEO)    | A     | 164           | 168           | 168           | 5                 | 207            | 208            | 213            | 5                 | 376   |
| 6                 | Kostiantyn Reva (UKR)     | A     | 162           | 162           | 167           | 7                 | 201            | 206            | 213            | 6                 | 373   |
| 7                 | Maksim Sheiko (RUS)       | A     | 161           | 166           | 167           | 8                 | 200            | 200            | 205            | 7                 | 367   |
| 8                 | Matej Kováč (SVK)         | A     | 163           | 168           | 169           | 10                | 193            | 198            | 205            | 8                 | 361   |
| 9                 | Alexandr Zaichikov (KAZ)  | A     | 165           | 165           | 170           | 9                 | 195            | 195            | —              | 10                | 360   |
| 10                | Taro Tanaka (JPN)         | A     | 160           | 167           | 173           | 6                 | 190            | 190            | 195            | 13                | 357   |
| 11                | Arnas Šidiškis (LTU)      | B     | 155           | 155           | 155           | 11                | 184            | 189            | 189            | 14                | 344   |
| 12                | Koriata Petelo (SAM)      | B     | 145           | 150           | 155           | 13                | 185            | 193            | 201            | 11                | 343   |
| 13                | Javier Azcatl (MEX)       | B     | 145           | 148           | 148           | 16                | 190            | 195            | 201            | 9                 | 340   |
| 14                | Rigoberto Pérez (MEX)     | B     | 143           | 147           | 150           | 14                | 183            | 188            | 191            | 15                | 338   |
| 15                | Petunu Opeloge (SAM)      | B     | 140           | 145           | 150           | 17                | 180            | 185            | 190            | 12                | 335   |
| 16                | Patrik Krywult (CZE)      | B     | 147           | 151           | 155           | 12                | 176            | 176            | 183            | 17                | 327   |
| 17                | Hannes Keskitalo (FIN)    | B     | 140           | 146           | 146           | 18                | 185            | 185            | 185            | 16                | 325   |
| 18                | Ruben Burger (RSA)        | B     | 125           | 130           | 130           | 19                | 155            | 157            | 163            | 18                | 287   |
| —                 | Owen Boxall (GBR)         | B     | 148           | 152           | 154           | 15                | 183            | 183            | —              | —                 | —     |
| —                 | Ilya Ilyin (KAZ)          | A     | —             | —             | —             | —                 | —              | —              | —              | —                 | —     |
| DSQ               | Žygimantas Stanulis (LTU) | B     | 140           | 150           | 150           | —                 | 155            | 165            | —              | —                 | —     |